# Paul Emil Gabel
Paul Emil Gabel (* 29. März 1875 in Elbing, Westpreußen; † 9. September 1938 in Hamburg) war ein deutscher Maler.

## Leben und Wirken

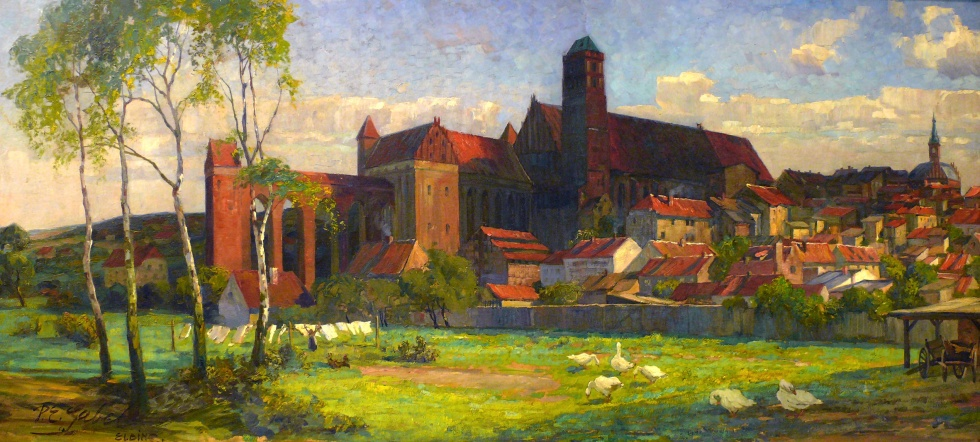
Dom und Burg in Marienwerder (Westpreußisches Landesmuseum)

Paul Emil Gabel erhielt seine Ausbildung zunächst bei seinem Onkel und Pflegevater Carl Quintern in Elbing, der sein Talent erkannte und ihn entsprechend förderte. 1893 bewarb er sich an der Düsseldorfer Kunstakademie und wurde in die Vierte Klasse aufgenommen.
1900 beendete er seine künstlerische Ausbildung. Gabel war bis 1903 Mitglied des Düsseldorfer Kunstvereins Malkasten und wurde dort als Akademiker geführt. In Leer wurde er 1902 Mitglied der Freimaurerloge Georg zur wahren Brudertreue. Gabel lebte und arbeitete fortan in Elbing sowie in anderen Städten und Orten Norddeutschlands. Immer wieder führten ihn Studienreisen in die benachbarten Niederlande, nach Dordrecht, Amsterdam und die Umgebung am Zuidersee.
Im September 1929 verlegte Gabel seinen Wohnsitz nach Hamburg, wo er ein Atelier unterhielt. Er unternahm Reisen nach Italien, Ägypten und Süddeutschland. 1938 starb er plötzlich an einem Gehirnschlag in Hamburg und wurde in seiner Heimatstadt Elbing beerdigt. Sein Grabstein trägt den Namenszug P. E. Gabel, mit dem er seine Arbeiten signierte.
Seit den 1920er-Jahren lebte Gabel mit der Malerin Elfriede Kneiphoff zusammen. Aus der Beziehung ging die Tochter Ruth (nach ihrer Heirat: Ruth Hering) hervor.

## Ausstellungen

### Ausstellungsbeteiligungen
- 1907: Ausstellung im Münchener Glaspalast
- 1909: Große Berliner Kunstausstellung
- 1909: Königsberger Kunstverein
- 1911: Königsberger Kunstverein

### Gedächtnisausstellungen
- 1995: Westpreußisches Landesmuseum, Münster-Wolbeck

## Werke
- Plakat für die Liedertafel des Künstlervereins Malkasten, 1902
- Porträt Marie-Luise Reppel, 1905
- Holländischer Hafen, um 1912–1914
- Kapitelsburg Marienwerder, um 1921
- Kurische Nehrung, Mitte der 1920er Jahre
- Hamburger Hafenszene, nach 1930